# 矢野義昭
矢野 義昭（やの よしあき、1950年（昭和25年）1月5日 - ）は、日本の陸上自衛官、研究者。拓殖大学・岐阜女子大学客員教授。学位は博士（安全保障）（拓殖大学・2013年）。最終階級は陸将補。日本安全保障フォーラム会長。

## 来歴
大阪府の出身で、大阪市立堀江中学校、大阪府立大手前高等学校を経て、1972年（昭和47年）に京都大学工学部機械工学科を卒業すると京都大学文学部中国哲学史学科へ学士入学して1974年（昭和49年）に卒業する。2013年（平成25年）7月に拓殖大学で博士（安全保障）を修得する。
京都大学卒業後に陸上自衛隊へ一般幹部候補生として入隊し、第6普通科連隊長、兵庫地方連絡部長、第1師団副師団長兼練馬駐屯地司令などを務め、2006年（平成18年）12月に陸上自衛隊小平学校副校長から退官する。
2010年（平成22年）の第22回参議院議員通常選挙で、民主党公認を得て比例区に立候補するも党内41位の得票数18,608で落選する。2016年（平成28年）の第24回参議院議員通常選挙で、おおさか維新の会公認を得て比例区に立候補するも党内14位の得票数11,983で落選する。現在、岐阜女子大学と拓殖大学で客員教授、日本安全保障・危機管理学会顧問、「国家生存戦略研究会」会長をそれぞれ務める
2022年（令和4年）9月27日の故安倍晋三国葬儀に賛意を表し、岡島実や高池勝彦らとともに発起人に名を連ねた。

## 人物

### 統一教会との関係
- 『中東研究』1993年4月号に、矢野は統一教会の日刊紙「ワシントン・タイムズ」の記事を複数回引用する記事を寄稿した[9]。

- 『中東研究』1993年4月号に、矢野は統一教会の機関紙「世界日報」と、「ワシントン・タイムズ」の記事を複数回引用する記事を寄稿した[10]。

- 2023年8月21日、世界日報に、矢野のインタビュー記事が掲載された。聞き手は世界日報の窪田伸雄と、世界日報代表取締役の早川俊行だった[11]。

- 2025年1月15日、世界日報に矢野のインタビュー記事が掲載された[12]。

## 著書

### 単著
- 『日本はすでに北朝鮮核ミサイル200基の射程下にある　金正日の核とミサイル問題の深層』光人社、2008年2月8日。ISBN 978-4-7698-1379-8。 - 文献あり。
- 『あるべき日本の国防体制』内外出版社、2009年10月30日。ISBN 978-4-931410-59-6。
- 『核の脅威と無防備国家日本　日本人は核とどう向きあうのか』光人社、2009年11月25日。ISBN 978-4-7698-1453-5。 - 文献あり。
- 『日本の領土があぶない』ぎょうせい、2013年6月5日。ISBN 978-4-324-09572-0。
- 『イスラム国・衝撃の近未来 ＝The Coming Impact of Islamic State　先鋭化するテロ、世界と日本は?』育鵬社(出版)/扶桑社(発売)、2015年4月10日。ISBN 978-4-594-07247-6。
- 『核拡散時代に日本が生き延びる道　独自の核抑止力の必要性』勉誠出版、2020年4月。ISBN 978-4-585-23077-9。
- 『核抑止の理論と歴史　核の傘の信頼性を焦点に』勉誠出版、2021年10月。ISBN 978-4-585-33000-4。

### 共著
- 郷友総合研究所 編『日本の核論議はこれだ　新たな核脅威下における日本の国防政策への提言』展転社、2008年4月。ISBN 978-4-88656-317-0。

### オンライン記事
- 鈴置高史; 矢野義昭 (2015年6月11日). “米国も今度は許す？ 韓国の核武装”. 核抑止論が専門の矢野義昭客員教授に聞く（1）.  日経ビジネスオンライン. 2015年6月11日閲覧。
- 鈴置高史; 矢野義昭 (2015年6月12日). “10年後には「北朝鮮」がもう1つ？”. 核抑止論が専門の矢野義昭客員教授に聞く（2）.  日経ビジネスオンライン. 2015年6月12日閲覧。

### その他
- 2012年12月、「軍事研究」において2025年に日中戦争が発生した場合を想定するシミュレーションを発表している。